# Chenonetta
Chenonetta – rodzaj ptaków z podrodziny kaczek (Anatinae) w obrębie rodziny kaczkowatych (Anatidae).

## Rozmieszczenie geograficzne
Rodzaj obejmuje jeden współcześnie żyjący gatunek, występujący w Australii.

## Morfologia
Długość ciała 44–56 cm, rozpiętość skrzydeł 78–80 cm; masa ciała samców 700–955 g, samic 662–984 g.

## Systematyka
Rodzaj zdefiniował w 1836 roku niemiecki przyrodnik Johann Friedrich von Brandt w publikacji własnego autorstwa poświęconej opisowi i ilustracjom nowych lub mniej znanych rosyjskich zwierząt. Gatunkiem typowym jest (oznaczenie monotypowe) grzywienka zwyczajna (Ch. jubata).

### Etymologia
- Chenalopex: łac. chenalopex, chenalopeces ‘lis-gęś’, od gr. χηναλωπηξ khēnalōpēx, χηναλωπεκος khēnalōpekos ‘lis-gęś’, generalnie identyfikowane jako kazarka egipska, od χην khēn, χηνος khēnos ‘gęś’; αλωπηξ alōpēx, αλωπεκος alōpekos ‘lis’[7]. Gatunek typowy: Anas jubata Latham, 1801.
- Chenonetta: gr. χην khēn, χηνος khēnos ‘gęś’; νηττα nētta ‘kaczka’[8].
- Chlamydochen (Chlamidochen): gr. χλαμυς khlamus, χλαμυδος khlamudos ‘krótki płaszcz’; χην khēn, χηνος khēnos ‘gęś’[9]. Gatunek typowy (oznaczenie monotypowe): Anas jubata Latham, 1801.

### Podział systematyczny
Do rodzaju należą następujące gatunki:
- Chenonetta jubata (Latham, 1801) – grzywienka zwyczajna
- Chenonetta finschi (van Beneden, 1875) – grzywienka nowozelandzka – takson wymarły w XVII wieku[11]